# 麻栗坡树萝卜
麻栗坡树萝卜（学名：Agapetes malipoensis），为杜鹃花科树萝卜属下的一个种。种加词 malipoensis 意为“云南省文山州麻栗坡县的”。